# Paul (patriarche serbe)
Pour les articles homonymes, voir Paul.
Paul (en serbe : Pavle ; en serbe cyrillique : Павле), né Gojko Stojčević (en serbe cyrillique : Гојко Стојчевић) dans le village de Kucani en Slavonie le 11 septembre 1914 et mort le 15 novembre 2009 à Belgrade, a été le 44e primat de l'Église orthodoxe serbe du 1er décembre 1990 jusqu'à sa mort. Il a été intronisé dans la cathédrale Saint-Michel.